# Óscar del Ajedrez

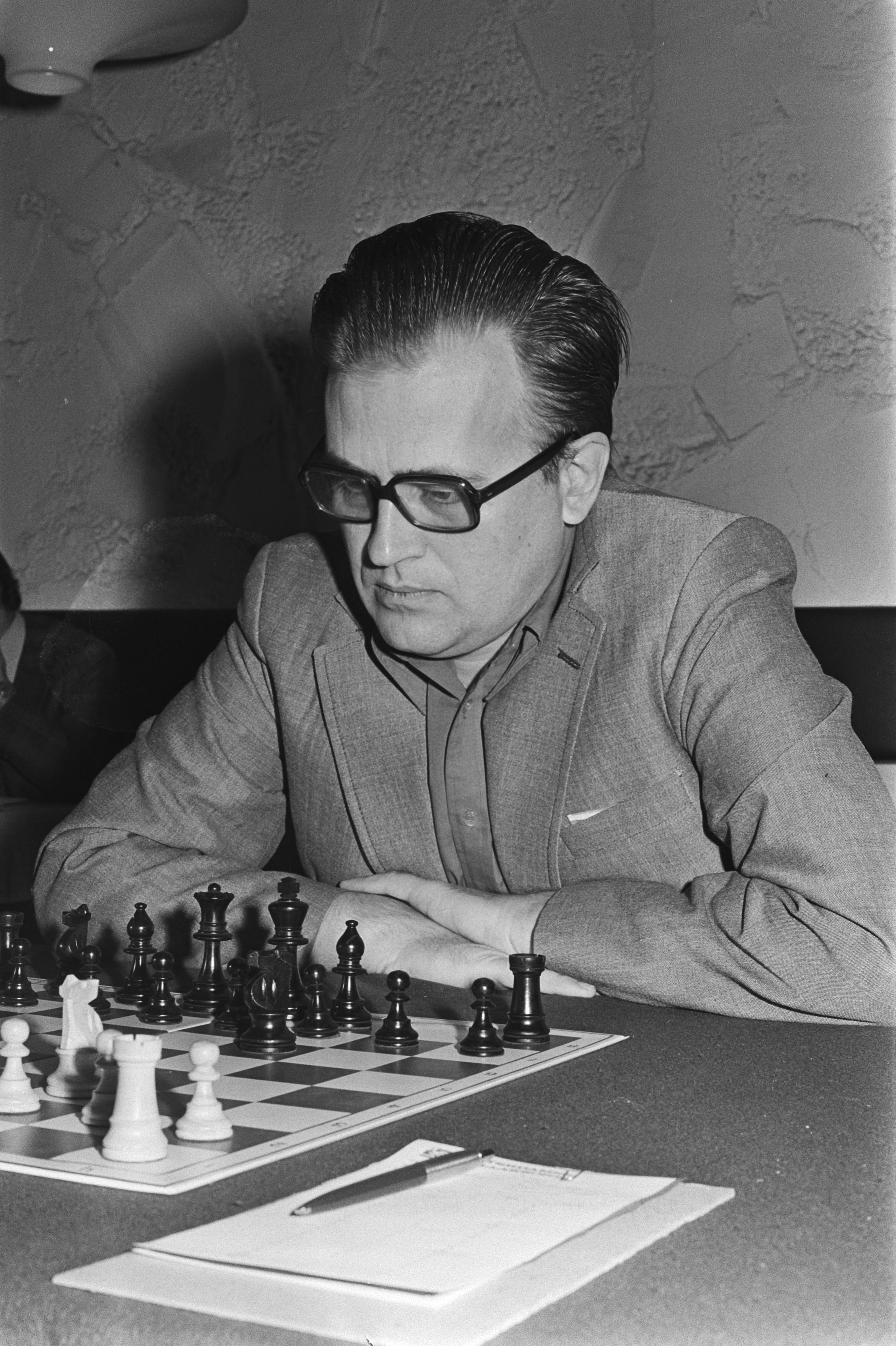
Bent Larsen el 28 de febrero de 1977 jugando como candidato para el Óscar del ajedrez

El Óscar del Ajedrez es un premio internacional otorgado cada año al mejor jugador de ajedrez. El ganador es seleccionado por un grupo de expertos en ajedrez de todo el mundo, incluyendo Grandes Maestros. El premio consiste de una estatua del Trotamundos Fascinado, personaje tomado de la novela del escritor ruso Nikolái Leskov, realizada en bronce por el escultor Alexander Smirnov.
La idea se originó en 1967 cuando los periodistas especializados en ajedrez votaron por el mejor Gran Maestro. Posteriormente, tras crearse la Asociación Internacional de Prensa de Ajedrez (AIPE, por sus siglas en francés). Su fundador, el español Jordi Puig Laborda, coordinó las votaciones y comenzó a incluir a entrenadores, árbitros y otras personas relacionadas con el ajedrez profesional. El premio fue entregado año tras año hasta su muerte en 1988. En 1995, Alexander Roshal, editor de la revista de ajedrez rusa, 64, retomó la iniciativa y añadió a muchas más personas como votantes. 
La apariencia del premio ha sufrido varios cambios con el paso del tiempo. Una estatua de un campesino sobre una mula, la figura de un pequeño oso recargado sobre un madroño (parecido al escudo de la ciudad de Madrid), la Dama del Paraguas (copia de la que adorna la fuente del Parque de la Ciudadela en Barcelona, España); fueron las esculturas entregadas por Jordi Puig. Al principio la revista rusa entregaba una imagen de la ciudad de Moscú, pero pronto cambió a su aspecto actual.
Para escoger al ganador, cada votante tiene que alinear a los 10 mejores jugadores del mundo. El primero de cada lista consigue 13 puntos, el segundo lugar obtiene 11 puntos, el tercero 9 puntos, el cuarto consigue 7, el quinto 6, el sexto 5 y así va disminuyendo la puntuación hasta el décimo, a quien se asigna 1. Luego se suman las puntuaciones para cada jugador y gana el que obtenga mayor puntaje. A continuación se muestra la lista de laureados.

## Palmarés
| Año     | Jugador           | País            |
| ------- | ----------------- | --------------- |
| 1967    | Bent Larsen       | Dinamarca       |
| 1968    | Borís Spaski      | Unión Soviética |
| 1969    | Borís Spaski      | Unión Soviética |
| 1970    | Bobby Fischer     | Estados Unidos  |
| 1971    | Bobby Fischer     | Estados Unidos  |
| 1972    | Bobby Fischer     | Estados Unidos  |
| 1973    | Anatoli Kárpov    | Unión Soviética |
| 1974    | Anatoli Kárpov    | Unión Soviética |
| 1975    | Anatoli Kárpov    | Unión Soviética |
| 1976    | Anatoli Kárpov    | Unión Soviética |
| 1977    | Anatoli Kárpov    | Unión Soviética |
| 1978    | Víktor Korchnói   | Suiza           |
| 1979    | Anatoli Kárpov    | Unión Soviética |
| 1980    | Anatoli Kárpov    | Unión Soviética |
| 1981    | Anatoli Kárpov    | Unión Soviética |
| 1982    | Gari Kaspárov     | Unión Soviética |
| 1983    | Gari Kaspárov     | Unión Soviética |
| 1984    | Anatoli Kárpov    | Unión Soviética |
| 1985    | Gari Kaspárov     | Unión Soviética |
| 1986    | Gari Kaspárov     | Unión Soviética |
| 1987    | Gari Kaspárov     | Unión Soviética |
| 1988    | Gari Kaspárov     | Unión Soviética |
| 1989–94 | no entregado      |                 |
| 1995    | Gari Kaspárov     | Rusia           |
| 1996    | Gari Kaspárov     | Rusia           |
| 1997    | Viswanathan Anand | India           |
| 1998    | Viswanathan Anand | India           |
| 1999    | Gari Kaspárov     | Rusia           |
| 2000    | Vladímir Krámnik  | Rusia           |
| 2001    | Gari Kaspárov     | Rusia           |
| 2002    | Gari Kaspárov     | Rusia           |
| 2003    | Viswanathan Anand | India           |
| 2004    | Viswanathan Anand | India           |
| 2005    | Veselin Topalov   | Bulgaria        |
| 2006    | Vladímir Krámnik  | Rusia           |
| 2007    | Viswanathan Anand | India           |
| 2008    | Viswanathan Anand | India           |
| 2009    | Magnus Carlsen    | Noruega         |
| 2010    | Magnus Carlsen    | Noruega         |
| 2011    | Magnus Carlsen    | Noruega         |
| 2012    | Magnus Carlsen    | Noruega         |
| 2013    | Magnus Carlsen    | Noruega         |

## Jugadores con más premios
| Jugador           | País                    | Número de premios |
| ----------------- | ----------------------- | ----------------- |
| Garry Kasparov    | Unión Soviética - Rusia | 11                |
| Anatoly Karpov    | Unión Soviética         | 9                 |
| Viswanathan Anand | India                   | 6                 |
| Magnus Carlsen    | Noruega                 | 5                 |
| Bobby Fischer     | Estados Unidos          | 3                 |
| Boris Spassky     | Unión Soviética         | 2                 |
| Vladimir Kramnik  | Rusia                   | 2                 |
| Bent Larsen       | Dinamarca               | 1                 |
| Viktor Korchnoi   | Suiza                   | 1                 |
| Veselin Topalov   | Bulgaria                | 1                 |